# Kirche Groß Bisdorf

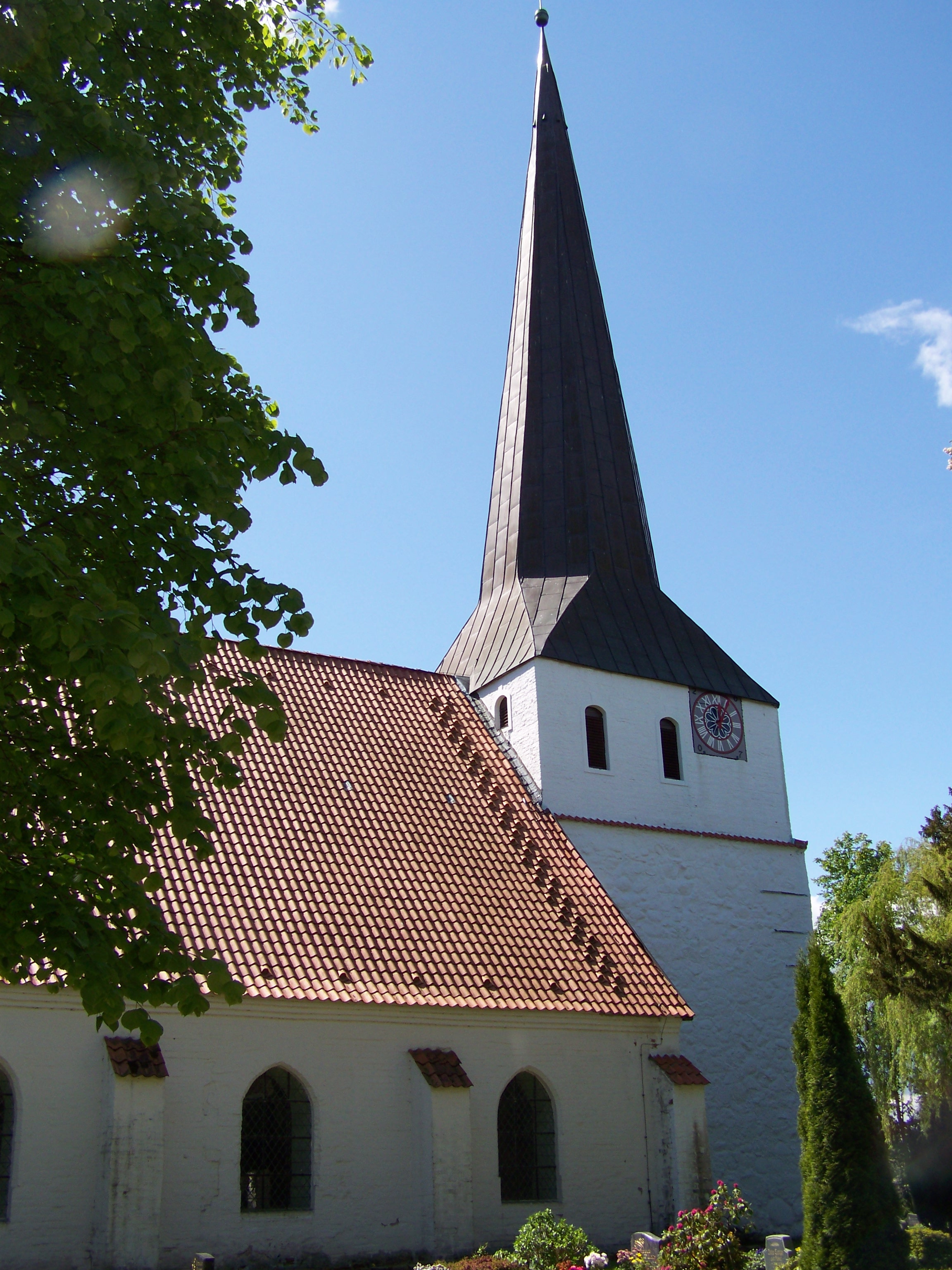
Kirche in Groß Bisdorf

Die Kirche Groß Bisdorf ist ein Kirchengebäude im Ortsteil Groß Bisdorf der Gemeinde Süderholz in Vorpommern.

## Beschreibung
Die Bauteile der Kirche sind mit Kalkschlemme überzogen. Die dreischiffige Backsteinhalle besteht aus drei Jochen und stammt aus dem 14. Jahrhundert. Der eingezogene, zweijochige, rechteckige Chor wurde bereits in der zweiten Hälfte des 13. Jahrhunderts aus Feldstein errichtet. Auch die Nordsakristei besteht aus Feldstein, sie stammt aus dem 14. Jahrhundert. Der quadratische Westturm besitzt ein auf einem Feldsteinunterbau errichtetes Obergeschoss aus Backstein.
Das Uhrwerk am Turm wurde Mitte der 1990er Jahre erneuert.
Chor und Sakristei sind mit Kreuzrippengewölbe versehen. Die Decke des Mittelschiffs ist als hölzerne Flachtonne ausgeführt, die Bemalung stammt von 1723. Die Seitenschiffe besitzen schräge Bretterdecken aus derselben Zeit.

## Ausstattung
Die Kirche beherbergt einen barocken Altaraufsatz sowie eine Kanzel mit Schalldeckel, beide aus der Mitte des 17. Jahrhunderts. Das Kruzifix stammt aus dem 15. Jahrhundert.

### Orgel
Die Orgel wurde 1889 von Friedrich Albert Mehmel gefertigt; sie wurde 1995/1996 restauriert. Das Instrument hat 10 Register auf zwei Manualen und Pedal.
| I. Manual C–f3 |                        |     |
| 1.             | Bordun                 | 16′ |
| 2.             | Prinzipal              | 8′  |
| 3.             | Gedackt                | 8′  |
| 4.             | Octave                 | 4′  |
| 5.             | Progressio harm. I-III |     |

| II. Manual C–f3 |                |    |
| 6.              | Viola di Gamba | 8′ |
| 7.              | Hohlflöte      | 8′ |
| 8.              | Flauto dolce   | 4′ |

| Pedal C–d¹ |        |     |
| 9.         | Subbaß | 16′ |
| 10.        | Violon | 8′  |

- Koppeln: Manualkoppel, Pedalkoppel

### Geläut
Im Turm befinden sich zwei Glocken, deren ältere 1773 von Gottlieb Metzler aus Stralsund gefertigt wurde. Die zweite Glocke stammt aus dem Jahr 1926, sie ist aus Bronze gefertigt.

## Gemeinde
Die evangelische Kirchgemeinde gehört seit 2012 zur Propstei Stralsund im Pommerschen Evangelischen Kirchenkreis der Evangelisch-Lutherischen Kirche in Norddeutschland. Vorher gehörte sie zum Kirchenkreis Demmin der Pommerschen Evangelischen Kirche.